# Can Viladés
Can Viladés és una masia de la barriada de Viladés, del municipi de Rajadell (Bages), inclosa en l'Inventari del Patrimoni Arquitectònic de Catalunya.

## Descripció
Masia d'estructura clàssica, formada per un cos rectangular cobert a doble vessant, amb el carener paral·lel a la façana, orientada a migdia. Els murs de pedra són arrebossats i a la façana s'obren balcons i finestres, amb llindes de pedra. La masia té annexes moltes dependències a més de l'església i el cementiri.

## Història
L'any 1027 és documentat "Sant Emanz" i el 1113 el "Mansum de Fonte Amanz" amb terres, vinyes i possessions, com una donació testamentària al Monestir de Sant Cugat del Vallès. Al segle xviii el lloc agrupava un nucli de famílies al voltant de l'església, del mas, del molí, etc. Al segle xvi hi passava el camí ramader cap a Calaf, el nom de Viladés ja es troba referenciat des de principis del segle xv i avui segueix sent propietat de la família amb el mateix nom. L'any 1632 es va acabar la nova església.